# Expo 2008
L'Esposizione specializzata del 2008 fu organizzata a Saragozza, in Spagna, dal 14 giugno al 14 settembre 2008. Il tema scelto per la EXPO era Agua y Desarrollo Sostenible ("Acqua e sviluppo sostenibile") e la zona in cui vennero costruiti i padiglioni si trova lungo le rive del fiume Ebro. I Paesi partecipanti all'evento furono 106.

## Tema
Il tema scelto per l'esposizione fu "Acqua e sviluppo sostenibile". La scelta venne fatta ricadere su un tema di stringente attualità, riguardante l'acqua come risorsa di base per la vita sulla terra. Si focalizzò inoltre l'attenzione sulla sempre crescente scarsità di acqua sul pianeta, volendo sensibilizzare le coscienze e rendendo ogni visitatore più consapevole dell'esistenza del problema, ma anche delle possibilità effettive che ognuno ha di gestire al meglio le risorse idriche. Uno degli obiettivi fu quindi quello di guidare il visitatore verso una riconsiderazione del proprio rapporto con l'acqua e l'ambiente, anche attraverso la presentazione di strategie e tecnologie.
Il tema principale venne diviso in più sottotemi:
- Acqua, risorsa unica;
- Acqua per la vita;
- Paesaggi d'acqua;
- Acqua condivisa, una risorsa per l'unione delle persone.

## Sito

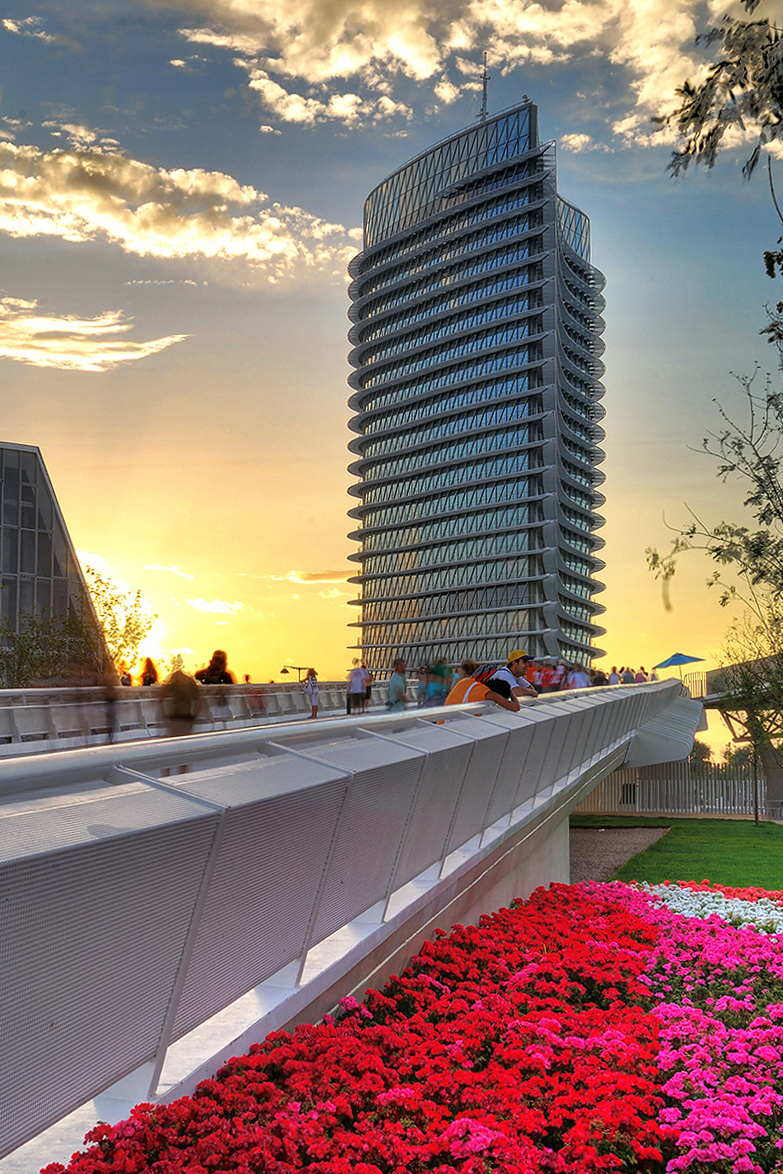
Torre del Agua

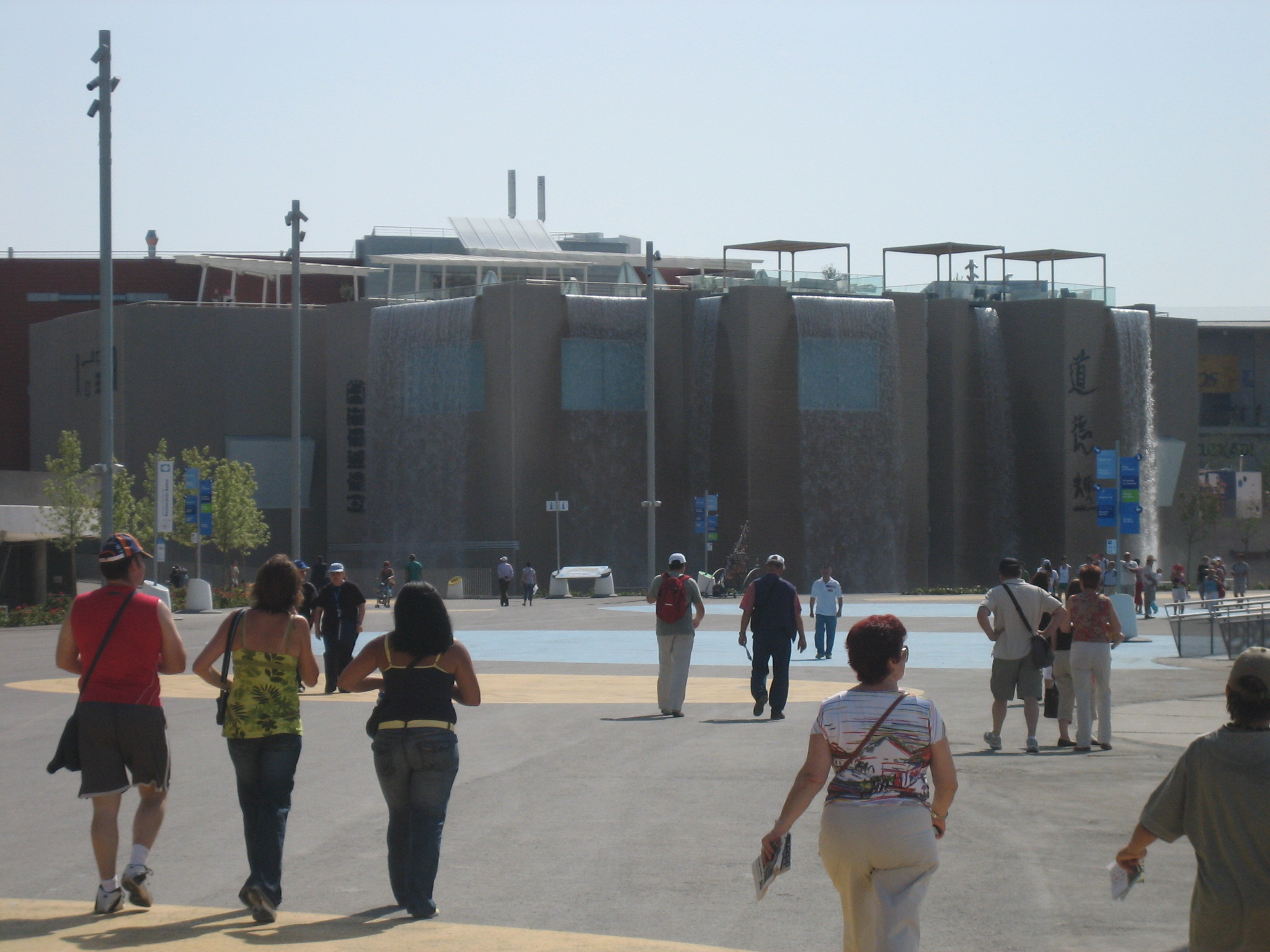
Acquario fluviale

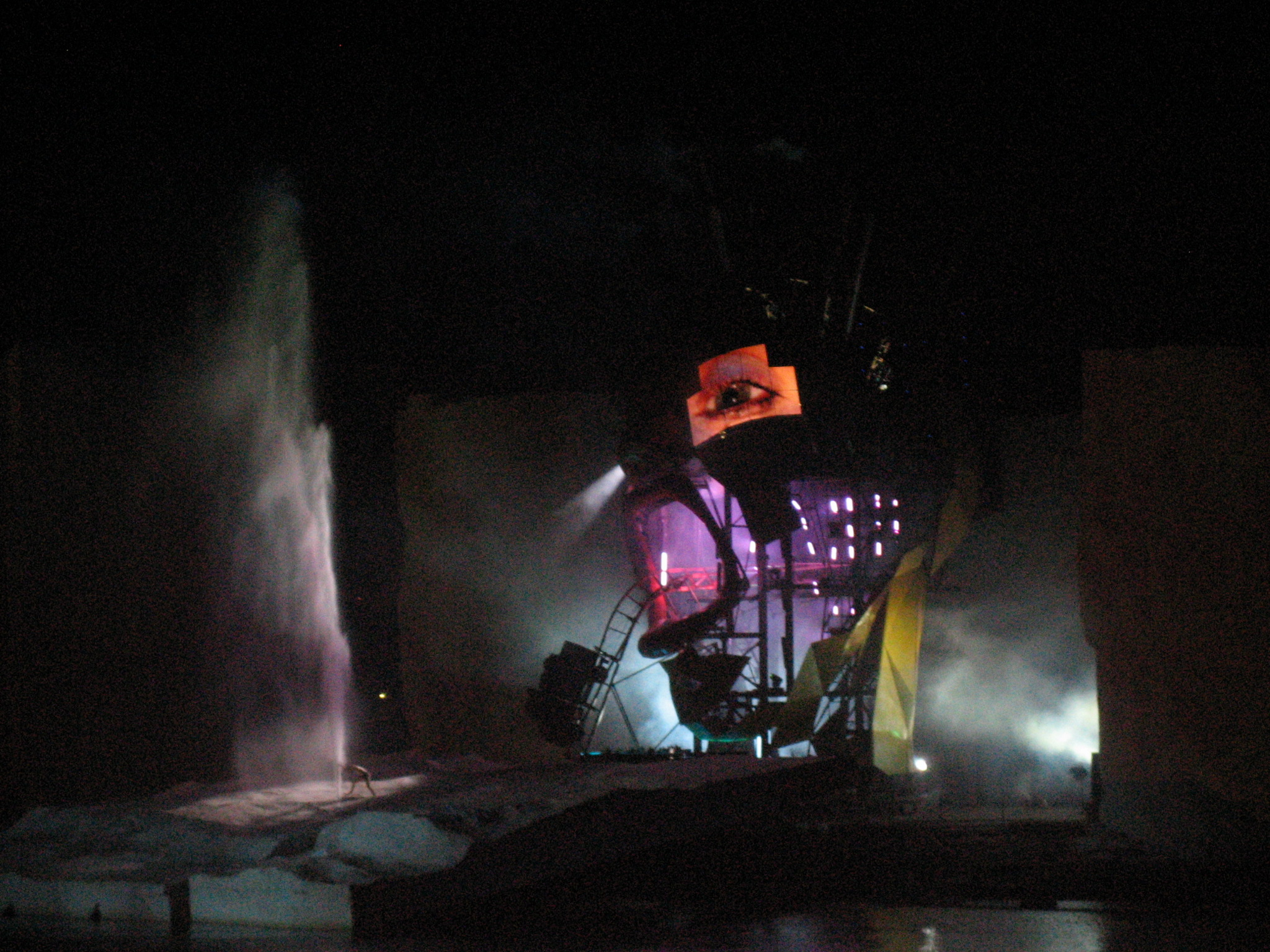
Spettacolo Iceberg

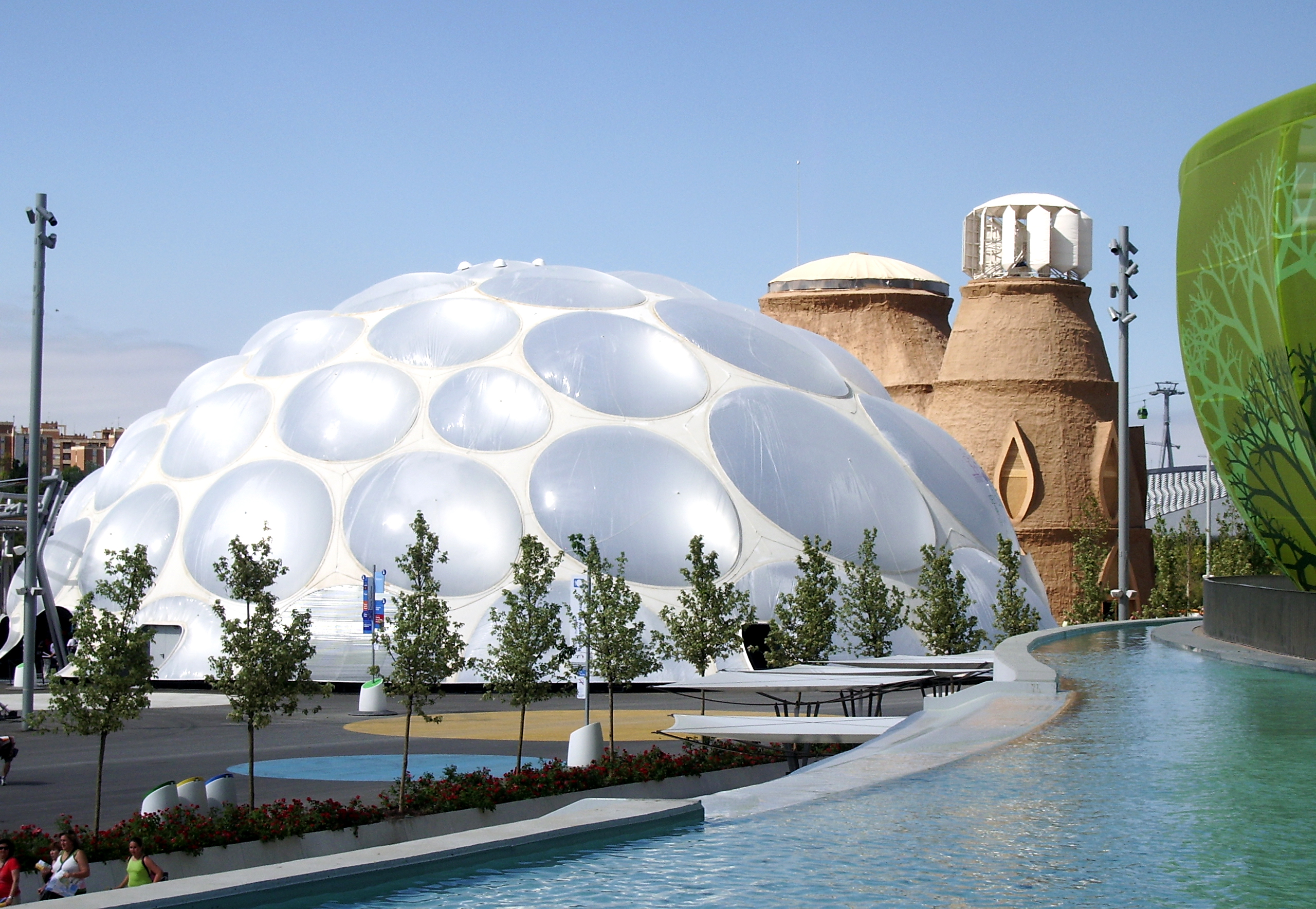
Padiglione tematico Sete; sul retro il faro delle iniziative cittadine

L'area in cui venne ospitata la Expo 2008 di Saragozza si trova in una lingua di terra creata da un'ansa del fiume Ebro posta nella zona nord del capoluogo aragonese e detta meandro de Ranillas.
L'orario prevedeva apertura dei cancelli alle 9:30 del mattino e chiusura alle 3:00 della notte, denominando Expo noche (Expo notte) la fascia oraria a partire dalle 22:00, ora di chiusura dei padiglioni e di inizio degli spettacoli notturni.
Fra i vari padiglioni e strutture costruiti all'interno del recinto della Expo ve ne sono alcuni degni di nota:
- Il Pabellón puente (Padiglione-ponte) progettato da Zaha Hadid, che come dice il nome stesso è sia ponte che padiglione espositivo, in particolare ospita la mostra Agua Recurso ÚNICO (Acqua risorsa unica);
- La Torre del Agua (Torre dell'acqua), alta 70 metri ospita la mostra Agua para la vida (Acqua per la vita);
- L'Acuario fluvial (Acquario fluviale), che ospita la mostra Los paisajes del Agua (I paesaggi dell'acqua). Organizzato con grandi vasche dedicate a 5 grandi fiumi del mondo (Ebro, Rio delle Amazzoni, Mekong, Nilo, Murray - Darling), è il più grande d'Europa nel suo genere
- Il Palacio de Congresos de Zaragoza (Palazzo dei Congressi di Saragozza)
- Il Pabellón de Aragón (Padiglione di Aragona) degli architetti Olano e Mendo
- Il Pabellón de España (Padiglione di Spagna) dell'architetto navarro Patxi Mangado. L'edificio è costruito secondo i principi dell'architettura sostenibile; in particolare il condizionamento degli ambienti interni verrà effettuato tramite l'acqua piovana
- Il Puente del Tercer Milenio (Ponte del Terzo Millennio) che unisce la riva destra dell'Ebro con il sito della Expo

### Padiglioni tematici
All'interno del sito dell'Esposizione Internazionale erano presenti anche sei piazze tematiche ovvero padiglioni tematici costruiti e ideati dall'organizzazione di Expo 2008. Essi esponevano una serie di mostre e spettacoli per stimolare una riflessione approfondita sull'acqua ed erano:
- Sete, per riflettere sul concetto di sete non come aspetto negativo ma semplicemente come la necessità della ricerca di acqua che ha portato a sviluppo di sapere ed esperienza
- Città d'acqua, che espone sopra l'acqua come risorsa urbana, elemento naturale che migliora la vita delle città
- Acqua estrema, per riflettere sul rapporto dell'uomo come soggetto, vittima o agente dei rischi connessi all'acqua
- Oikos, acqua ed energia, un'esposizione che intende mostrare come è possibile ricavare energia a basso costo in maniera sostenibile
- Acqua condivisa,
- Ispirazioni acquatiche, questo padiglione è stato espressamente creato per ospitare lo spettacolo El hombre vertiente (L'uomo pendente) creato dall'argentino Pichón Baldinu

### Spettacoli
Il sito della Expo di Saragozza venne utilizzato come palcoscenico per numerose rappresentazioni artistiche e spettacoli. In particolare sono da citare i tre spettacoli che hanno accompagnato la Expo quotidianamente:
- El hombre vertiente, sei rappresentazioni giornaliere nel già citato padiglione Ispirazioni acquatiche;
- El desperar de la serpiente, una sfilata creata dal Cirque du Soleil che percorreva le vie del sito della Expo a partire da mezzogiorno e che voleva essere un'invocazione al serpente perché evocasse le nubi e la pioggia;
- Iceberg, spettacolo sul tema dell'acqua e dei cambi climatici, tenuto alle 22:30 su una piattaforma costruita appositamente al centro del fiume Ebro.

Altri spettacoli, tra cui concerti, balletti e rappresentazioni teatrali si tennero nei seguenti spazi:
- Palazzo dei Congressi, per teatro e danza
- Anfiteatro 43, posto sulla riva de fiume, accolse concerti di musicisti provenienti da tutto il mondo e di calibro internazionale tra cui Diana Krall, Björk e Alanis Morissette;
- Distrito 50, zona dedicata a rappresentazioni varie;
- Balcón de los niños, Balcón de la artes escénicas, Balcón de las músicas e Balcón de las culturas, terrazze tematiche dedicate a spettacoli per bambini, piccoli concerti e rappresentazioni teatrali;

## Partecipanti
In totale sono 106 le nazioni che hanno partecipato all'Esposizione.
Da sottolineare la presenza dei padiglioni delle Nazioni Unite e dell'Unione europea, ma anche la mancanza di Stati Uniti, Canada, Australia e di alcuni Paesi dell'Unione Europea quali Slovenia, Estonia, Finlandia, Irlanda, Lituania, Lussemburgo, Regno Unito e Repubblica Ceca.
Una sezione a parte della Expo è stata dedicata alle singole comunità autonome di Spagna, ognuna delle quali presentò un padiglione così come le due città autonome di Ceuta e Melilla.
Nella mappa i Paesi partecipanti.
| Paesi                            | Paesi                              | Paesi                                   | Paesi                     |  |
| -------------------------------- | ---------------------------------- | --------------------------------------- | ------------------------- |  |
|                                  |                                    |                                         |                           |  |
| Asia                             |                                    |                                         |                           |  |
| Arabia Saudita                   | Cina                               | Corea del Sud                           | Emirati Arabi Uniti       |  |
| Filippine                        | Giappone                           | Giordania                               | India                     |  |
| Indonesia                        | Kazakistan                         | Malaysia                                | Mongolia                  |  |
| Nepal                            | Oman                               | Palestina                               | Pakistan                  |  |
| Qatar                            | Siria                              | Thailandia                              | Timor Est                 |  |
| Turchia                          | Vietnam                            | Yemen                                   |                           |  |
| Africa                           |                                    |                                         |                           |  |
| Angola                           | Algeria                            | Capo Verde                              | Camerun                   |  |
| Egitto                           | Etiopia                            | Guinea Equatoriale                      | Kenya                     |  |
| Libia                            | Mali                               | Marocco                                 | Mauritania                |  |
| Mozambico                        | Namibia                            | Niger                                   | Nigeria                   |  |
| Senegal                          | Sudafrica                          | Sudan                                   | Tanzania                  |  |
| Tunisia                          | Uganda                             |                                         |                           |  |
| Europa                           |                                    |                                         |                           |  |
| Austria                          | Andorra                            | Belgio                                  | Bulgaria                  |  |
| Cipro                            | Croazia                            | Danimarca                               | Francia                   |  |
| Germania                         | Grecia                             | Malta                                   | Monaco                    |  |
| Paesi Bassi                      | Italia                             | Lituania                                | Polonia                   |  |
| Portogallo                       | Romania                            | Russia                                  | Slovacchia                |  |
| Slovenia                         | Spagna                             | Svezia                                  | Svizzera                  |  |
| Città del Vaticano               |                                    |                                         |                           |  |
| Americhe                         |                                    |                                         |                           |  |
| Argentina                        | Antigua e Barbuda                  | Bahamas                                 | Barbados                  |  |
| Belize                           | Bolivia                            | Brasile                                 | Cile                      |  |
| Colombia                         | Cuba                               | Dominica                                | Rep. Dominicana           |  |
| Ecuador                          | El Salvador                        | Grenada                                 | Guatemala                 |  |
| Guyana                           | Haiti                              | Honduras                                | Giamaica                  |  |
| Saint Lucia                      | Messico                            | Nicaragua                               | Panama                    |  |
| Paraguay                         | Perù                               | Saint Kitts e Nevis                     | Suriname                  |  |
| Trinidad e Tobago                | Uruguay                            | Venezuela                               | Saint Vincent e Grenadine |  |
| Oceania                          |                                    |                                         |                           |  |
| Isole Salomone                   | Palau                              | Tonga                                   | Vanuatu                   |  |
| Stati/Regioni/Città              |                                    |                                         |                           |  |
| Andalusia                        | Aragona                            | Isole Canarie                           | Cantabria                 |  |
| Castiglia-La Mancia              | Castiglia e León                   | Catalogna                               | Ceuta                     |  |
| Comunità autonoma di Madrid      | Comunità Valenciana                | Paesi Baschi                            | Estremadura               |  |
| Galizia                          | Isole Baleari                      | La Rioja                                | Melilla                   |  |
| Navarra                          | Principato delle Asturie           | Regione di Murcia                       |                           |  |
| Comune di Saragozza              | Provincia di Saragozza             |                                         |                           |  |
| Organizzazioni                   |                                    |                                         |                           |  |
| • Consiglio Evangelico d'Aragona | • Spazio Ecumenico                 | ONU                                     | • SEGIB                   |  |
| Unione europea                   |                                    |                                         |                           |  |
| Aziende                          |                                    |                                         |                           |  |
| • Acciona                        | • Caja de Ahorros de la Inmaculada | • Sociedad Estatal Correos y Telégrafos | • Grundfos                |  |
| • Ibercaja                       | • Telefónica                       |                                         |                           |  |

### Padiglioni nazionali
I padiglioni nazionali vennero ospitati in diversi edifici chiamati Pioggia, Montagna, Vento, Sole,  Steppe, praterie e savane (padiglione collettivo dell'Africa subsahariana), Boschi e Foreste tropicali (padiglione collettivo dell'America Latina), Isole e coste (padiglione collettivo della Comunità caraibica, Oasi e deserti e Fiumi. Quest'ultimo è dedicato alle comunità autonome di Spagna e alle imprese private presenti.

### Premi finali
A conclusione della manifestazione sono stati istituiti due premi per i padiglioni migliori secondo quattro categorie dipendentemente dalle dimensioni dell'esposizione nazionale. I due premi vennero basati sui seguenti criteri:
1. Design interno ed esterno, qualità dell'esposizione e relazione con il tema Acqua e sviluppo sostenibile;
2. Valore del messaggio creato dal padiglione del Paese partecipante.

Durante la cerimonia di premiazione venne sottolineato come alcuni padiglioni fossero di bassa qualità e venne criticata il carattere poco internazionale impresso all'esposizione.
Nella tabella seguente i premi:
| Padiglioni premiati               | Padiglioni premiati | Padiglioni premiati | Padiglioni premiati | Padiglioni premiati | Padiglioni premiati | Padiglioni premiati |
|                                   | Premio 1            | Premio 1            | Premio 1            | Premio 2            | Premio 2            | Premio 2            |
| --------------------------------- | ------------------- | ------------------- | ------------------- | ------------------- | ------------------- | ------------------- |
| Categoria A 750 m² o più          | Giappone            | Turchia             | Messico             | Germania            | Russia              | Grecia              |
| Categoria B tra 500 e 750 m²      | Emirati Arabi Uniti | Danimarca           | Polonia             | Oman                | Algeria             | Paesi Bassi         |
| Categoria C meno di 500 m²        | Filippine           | Arabia Saudita      | Kazakistan          | Giordania           | Thailandia          | Brasile             |
| Categoria D padiglioni collettivi | Isole del Pacifico  | -                   | -                   | America Latina      | -                   | -                   |

## Visitatori
Al termine della Expo gli organizzatori dichiararono che il numero totale di visitatori fu 5.650.941, con provenienza:
- 56,7% da Saragozza
- 38,8% dal resto di Spagna
- 5,69% da Barcellona
- 5,55% da Madrid
- 4,45% da altri Paesi

L'obiettivo iniziale degli organizzatori era quello dei 10 milioni di visitatori, poi ridimensionato ai 6.5 milioni. Si è analizzato che la scarsità di visitatori dall'estero sia stata la motivazione principale del mancato raggiungimento degli obiettivi.
Per quanto riguarda gli spettacoli, gli spettatori sono stati:
- 1,18 milioni per Iceberg
- 829.168 per El hombre vertiente
- 1.496.172 per la parata del Cirque du Soleil Il risveglio del serpente

I padiglioni più visitati furono:
- Qatar: 1,5 milioni
- Marocco: 1,5 milioni
- Cina: 1,3 milioni
- America latina: 1,3 milioni
- Spagna: 1,2 milioni
- Angola: 1,2 milioni
- Arabia Saudita: 1,2 milioni
- Malaysia: 1,1 milioni
- Giappone: 1,08 milioni
- Turchia: 1,03 milioni

Per quanto riguarda i padiglioni delle comunità autonome invece:
- Aragona: 1.4 milioni
- Navarra: 1.02 milioni
- La Rioja: 989.392
- Galizia: 973.269
- Comunità Valenciana: 927.593

## Immagine della Expo

Fluvi e alcuni Posis

### Logo
Il logo della manifestazione si compone di una goccia d'acqua che prende la forma di una Z, e della scritta EXPO-ZARA-GOZA-2008, composta dai quattro elementi segnalati posti l'uno sopra l'altro e di colore blu, tranne che la data le cui cifre sono colorate alternativamente di giallo e rosso, colori della bandiera spagnola.

### Mascotte
La mascotte della Expo si chiama Fluvi, un esserino d'acqua che fa parte di un gruppo di piccole creature chiamate Posis (il nome dà l'idea degli essere positivi, portatori di nutrimento e di vita).
Durante la Expo verrà accompagnato da un altro Posis, Po.
I Negas invece, pur essendo sempre creature d'acqua, sono esseri che personificano lo sporco e l'inquinamento delle acque (già il nome riflette l'antagonismo con i Posis).
La scelta della mascotte, disegnata dal catalano Sergi López, è stata effettuata fra 140 proposte.

## Post Expo
L'area è attualmente gestita dal consorzio Expo Zaragoza Empresarial S.A., partecipata al 97,79% dalla Corporación Empresarial Pública de Aragón e al 2,21% dalla città di Saragozza.
In particolare sono o sono previste le seguenti attività:
- Istituto del Cambio Climatico, occuperà il padiglione spagnolo
- Città della Giustizia, nell'edificio Actur e parte dell'edificio Ebro
- Acquario fluviale, attivo come il maggiore d'Europa nel suo genere
- Anfiteatro, riutilizzato per eventi e concerti
- Museo delle Nuove tecnologie, sarà allestito nel Padiglione-Ponte
- Palazzo dei Congressi
- Hotel
- Golf Club, nella zona alle spalle degli edifici che erano i padiglioni nazionali
- Centro di Attività Culturali, ancora da allestire all'interno della Torre del Agua
- Parque del Agua, 120 m² già pronti al momento dell'Esposizione

Le restanti strutture (ovvero gli ex padiglioni nazionali) sono organizzate secondo due macro aree:
- Dinamiza, area commerciale ed economica
- Fluvia, area di divertimento e tempo libero che prevede ristoranti, palestra, cinema multisala

La maggior parte del sito e delle strutture resta comunque ad oggi senza alcun utilizzo, nonostante fosse stato previsto che gli edifici del recinto della Expo fossero affittati ad aziende e istituzioni.

## Selezione della città organizzatrice

Logo di Trieste come candidata.

Logo di candidatura di Salonicco.

La città spagnola è stata scelta a scapito di Salonicco (Grecia ), che si era presentata con il tema Terra Mater: Knowledge of the Earth, Agriculture and Nutrition (Terra Mater: Conoscenza della Terra, Agricoltura e Nutrizione), e Trieste (Italia ), con il tema Mobilità della conoscenza. In tabella riportiamo le votazioni per l'assegnazione della EXPO 2008 (NB: due elettori non hanno partecipato alla seconda votazione).
| Votazione per Expo 2008 | Votazione per Expo 2008 | Votazione per Expo 2008 | Votazione per Expo 2008 | Votazione per Expo 2008 |
| Città                   | Paese                   | 1ª votazione            | 2ª votazione            |                         |
| ----------------------- | ----------------------- | ----------------------- | ----------------------- | ----------------------- |
| Salonicco               | Grecia                  | 12                      | -                       |                         |
| Saragozza               | Spagna                  | 47                      | 57                      |                         |
| Trieste                 | Italia                  | 35                      | 37                      |                         |
| Astenuti                |                         | 3                       | 1                       |                         |

## Galleria d'immagini

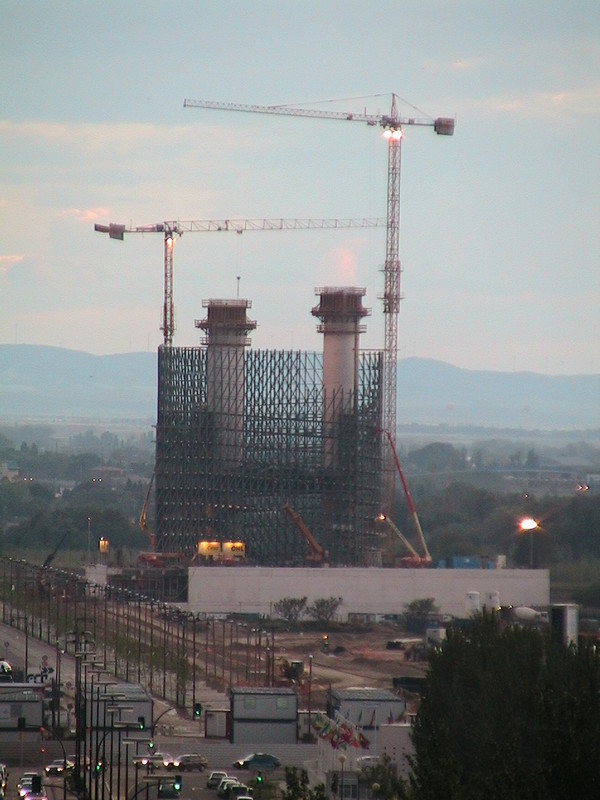
Costruzione della Torre del Agua, maggio 2007
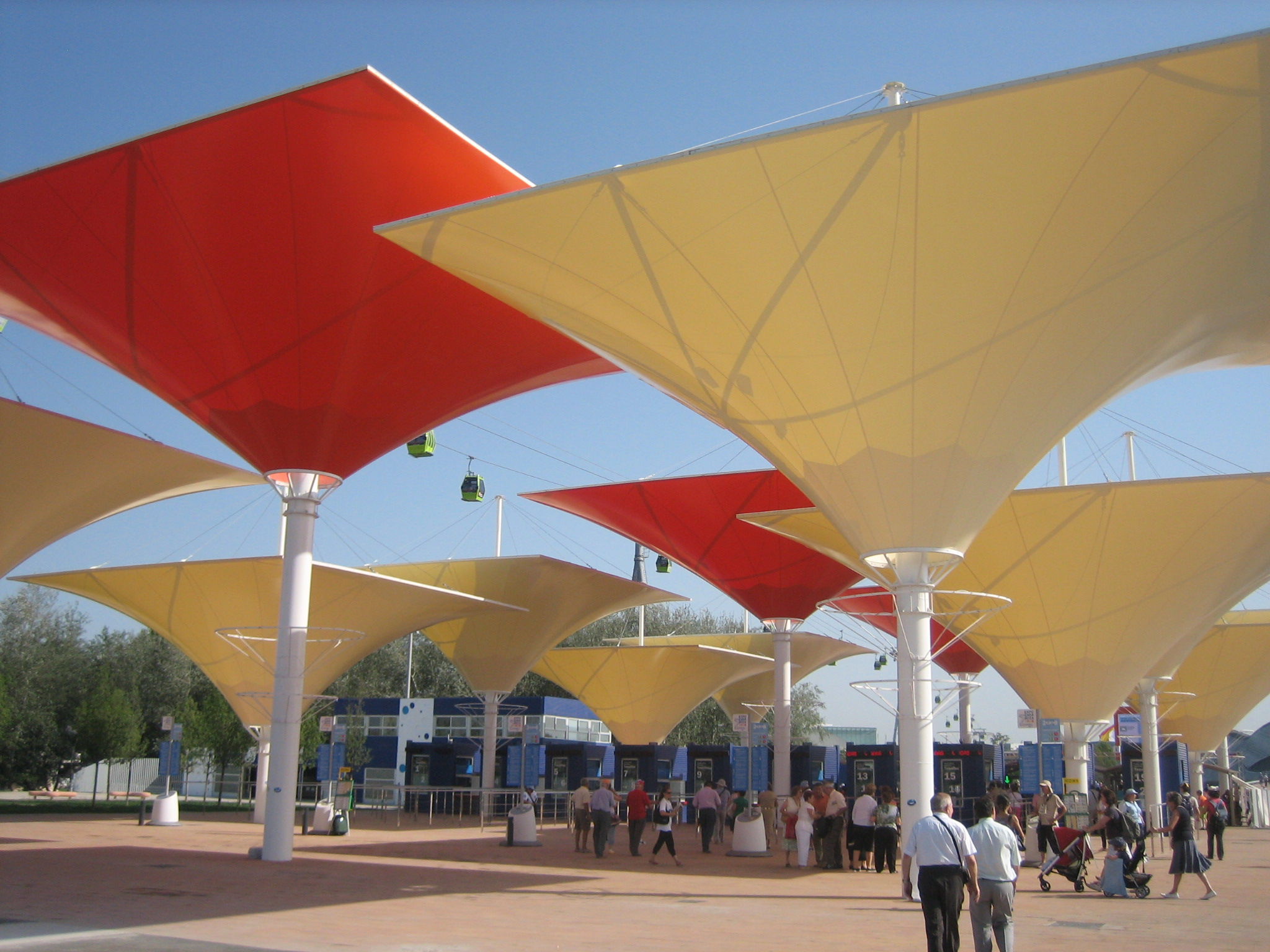
Ingresso della Expo 2008 dalla parte del Padiglione Ponte
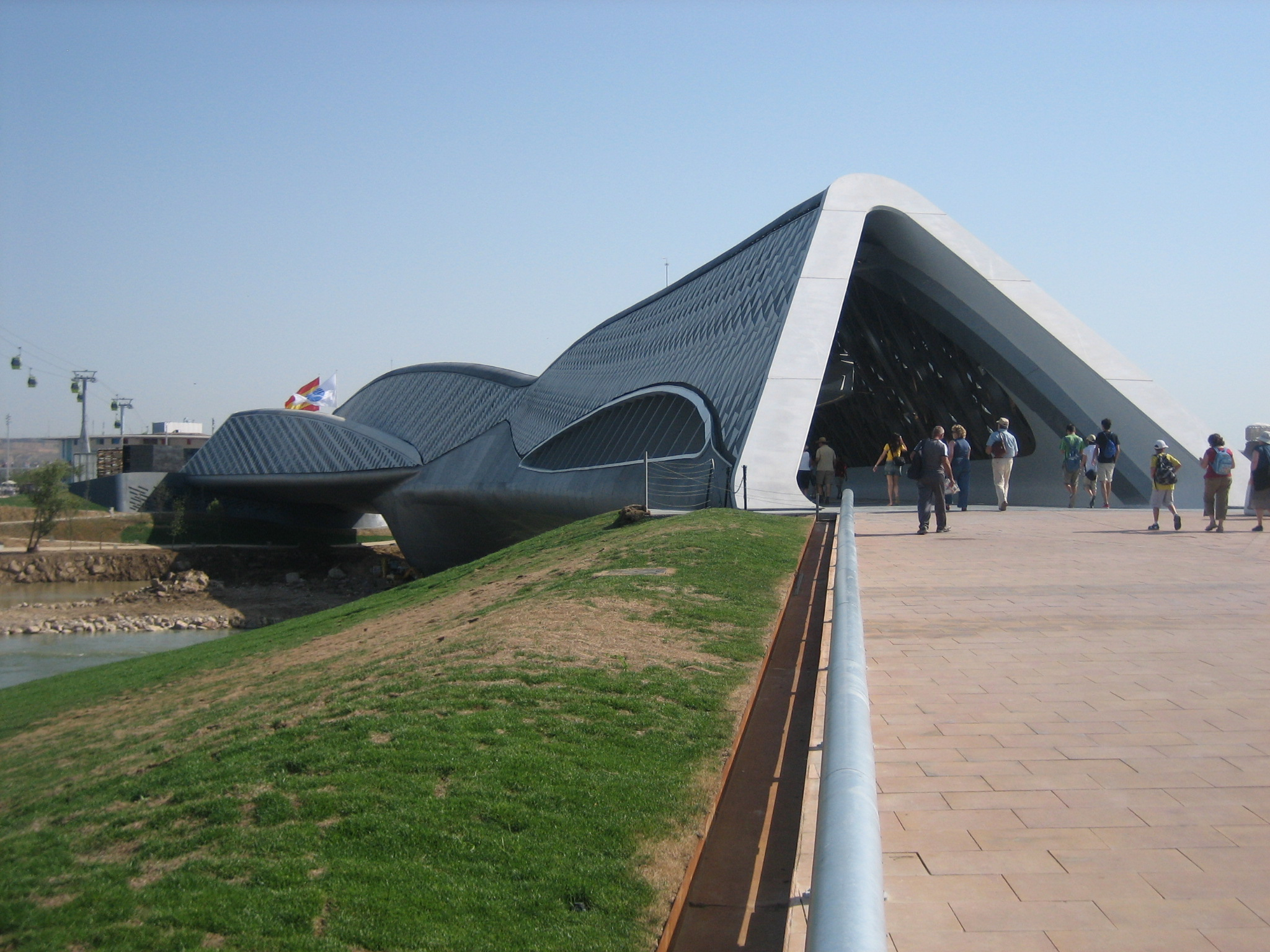
Padiglione Ponte di Zaha Hadid
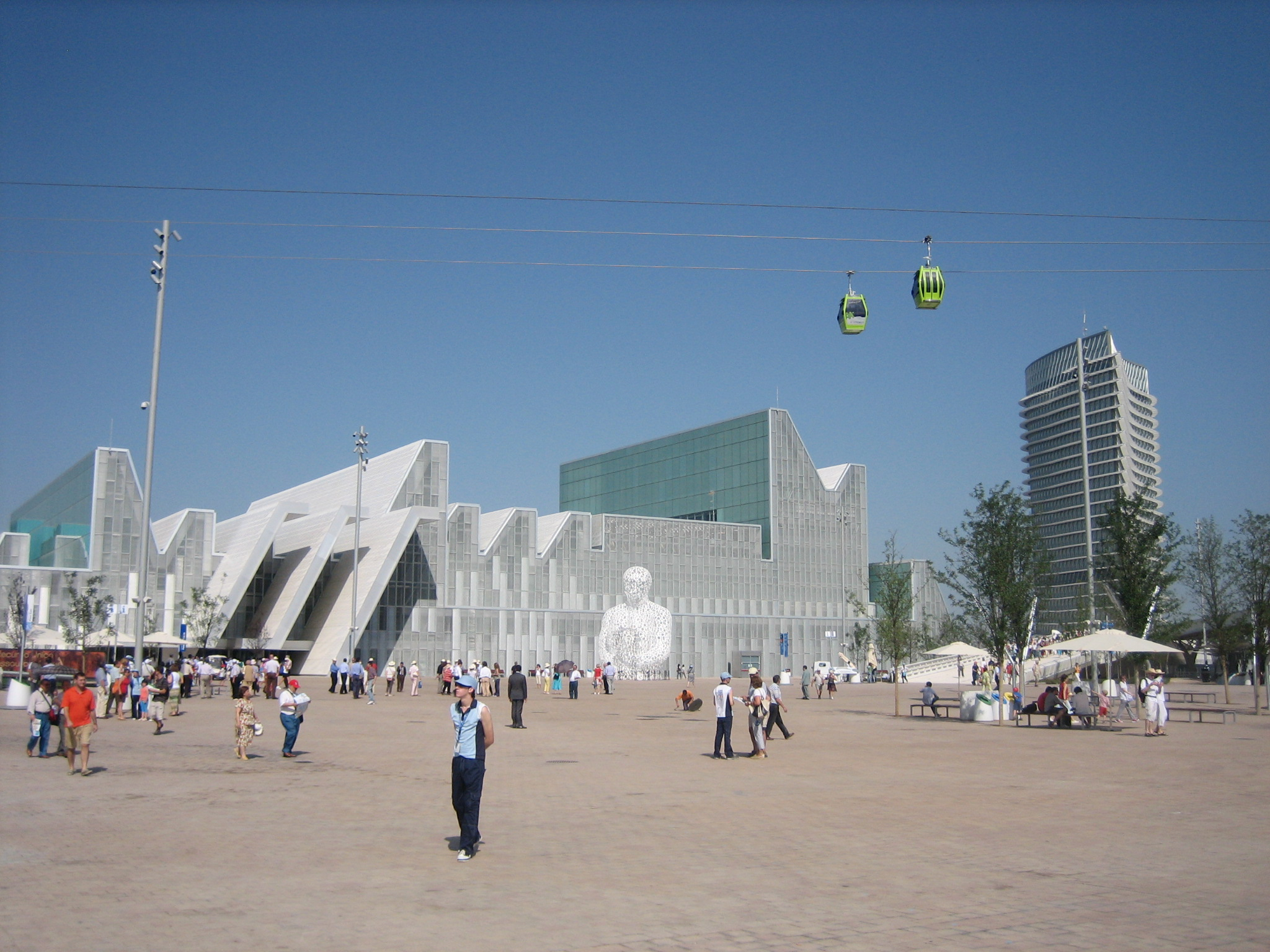
Palazzo dei Congressi, Torre dellìAcqua e la scultura Anima dell'Ebro
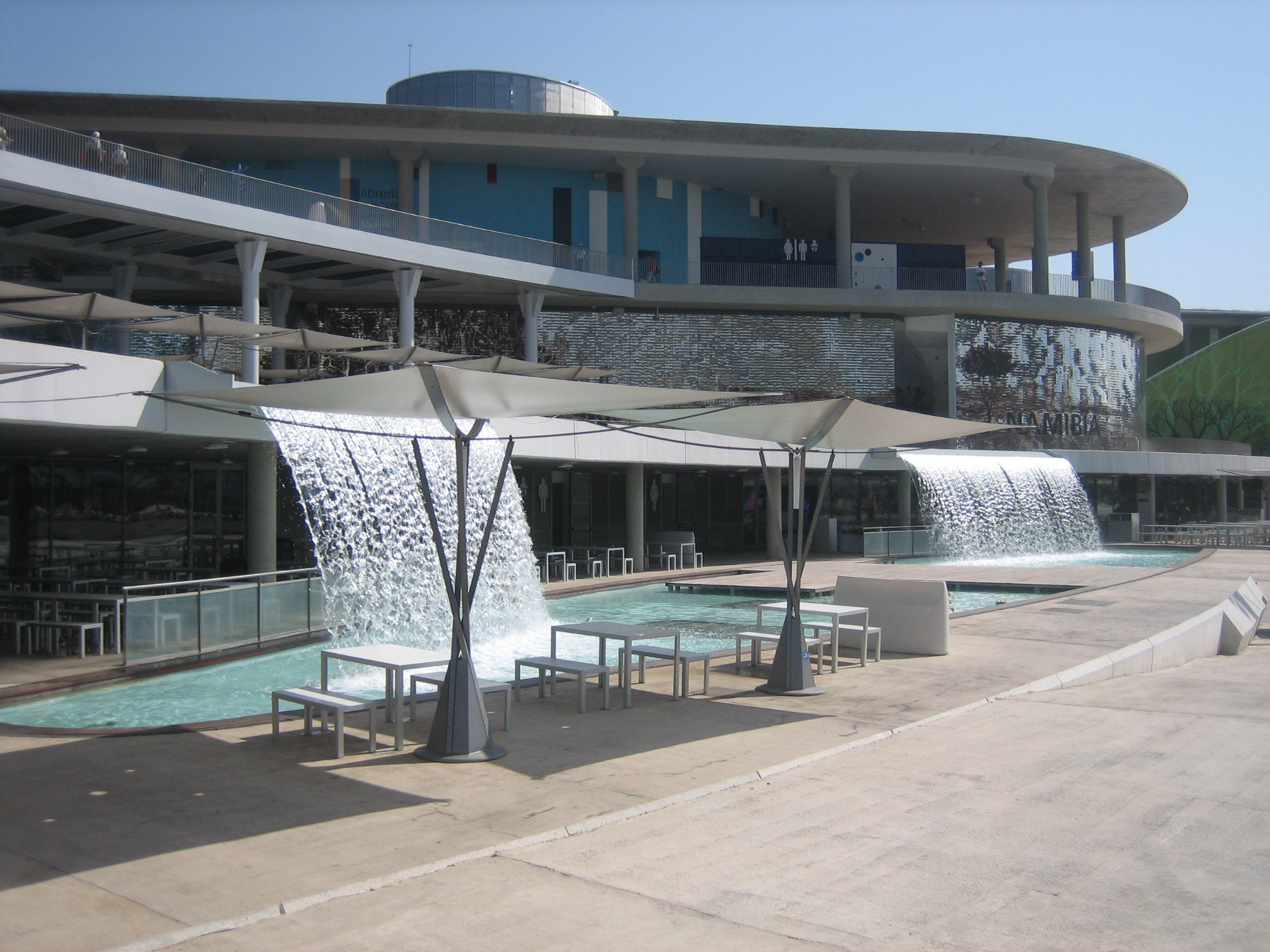
Cascate alla base dei padiglioni dei Paesi partecipanti
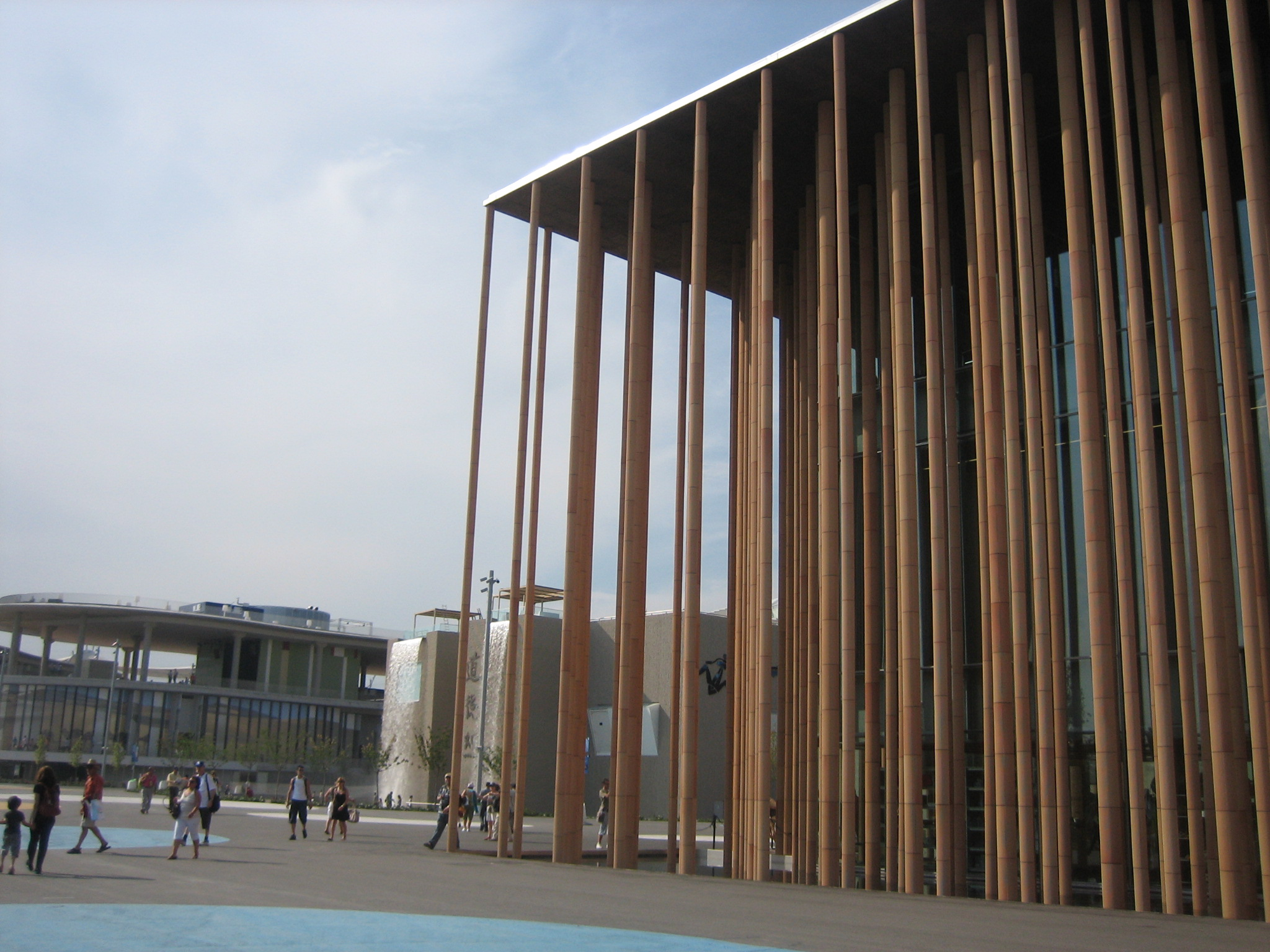
Padiglione della Spagna con sullo sfondo l'acquario fluviale
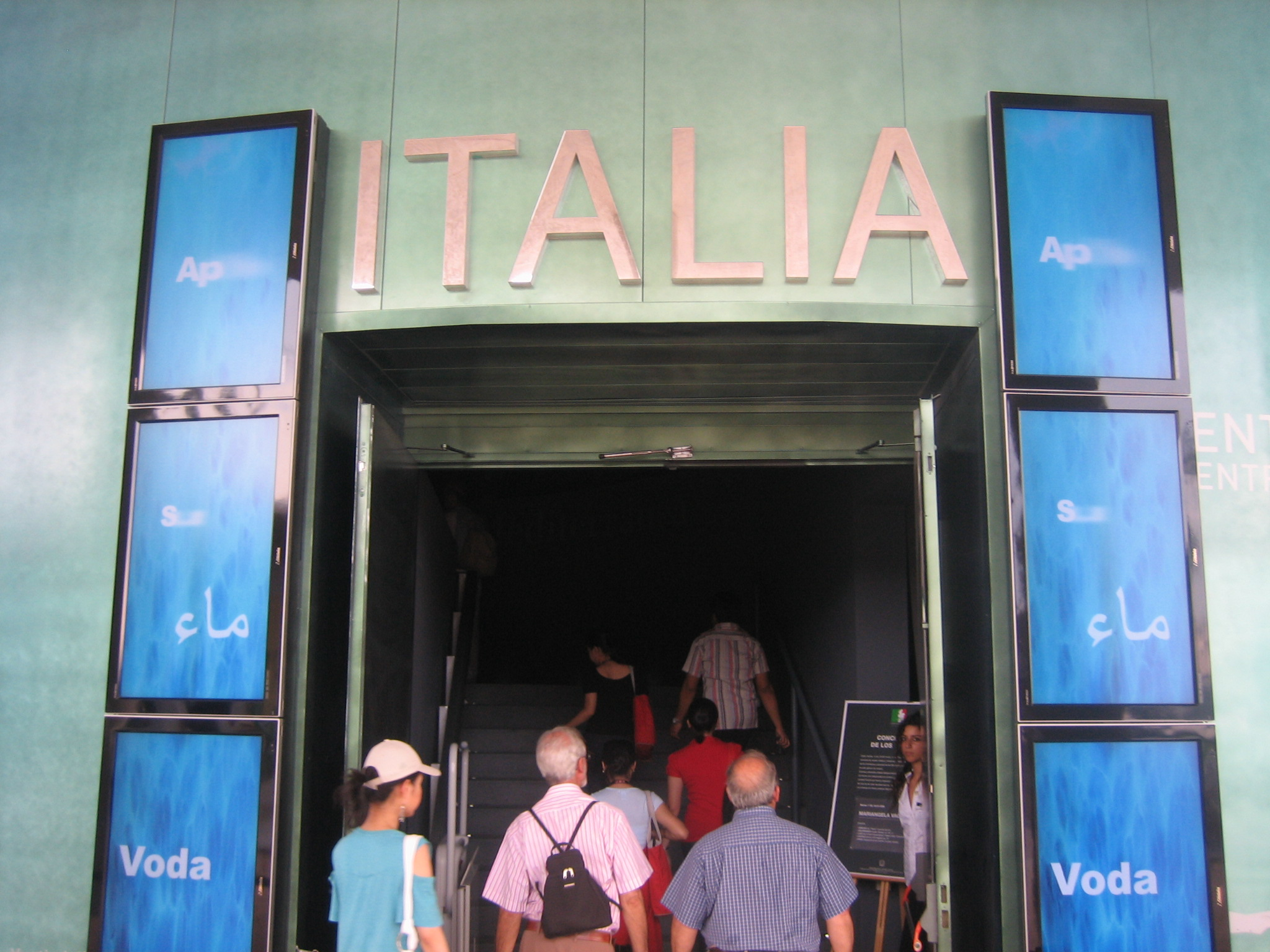
Ingresso del padiglione italiano
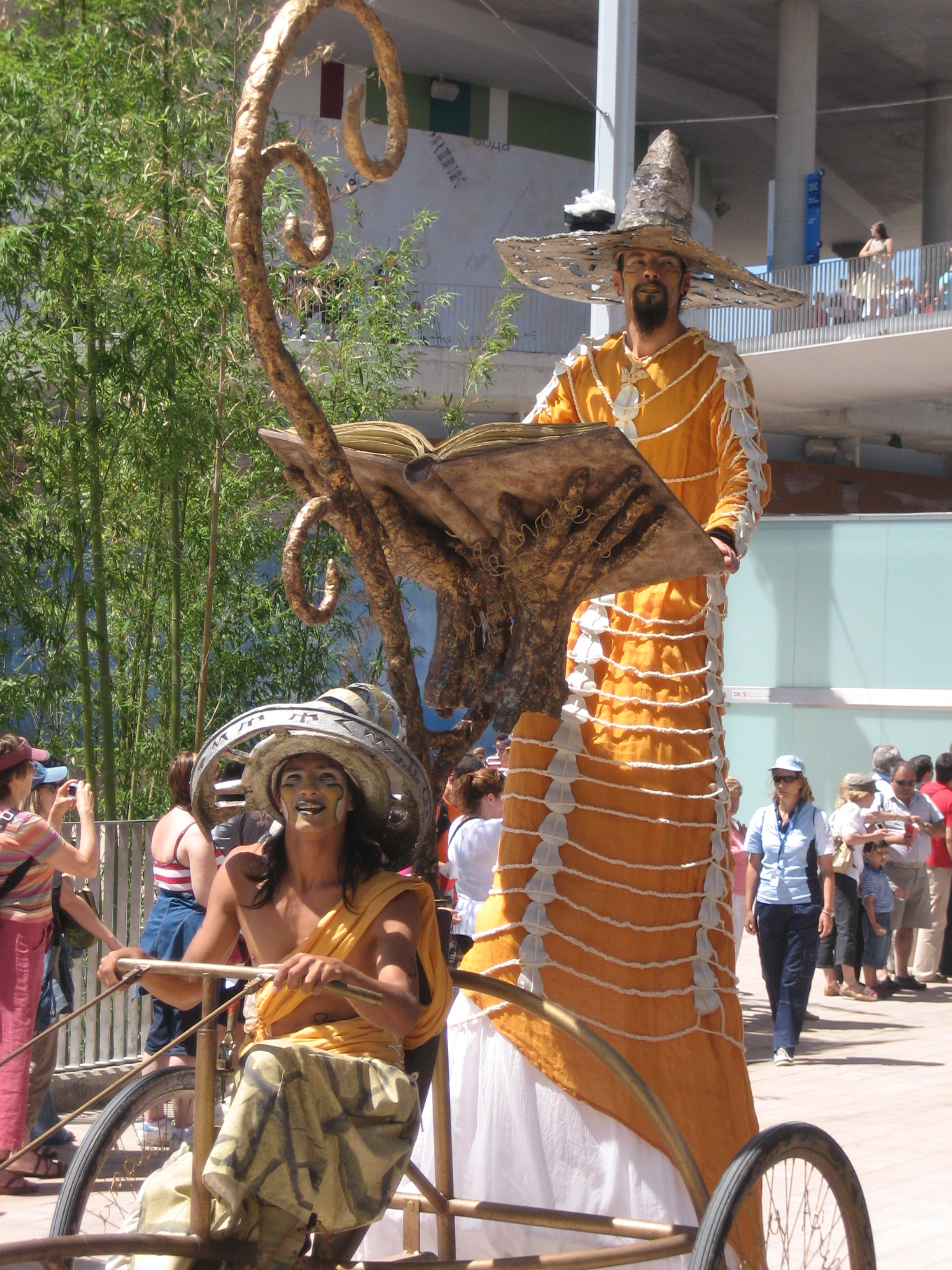
Un momento della sfilata Il risveglio del serpente del Cirque du soleil
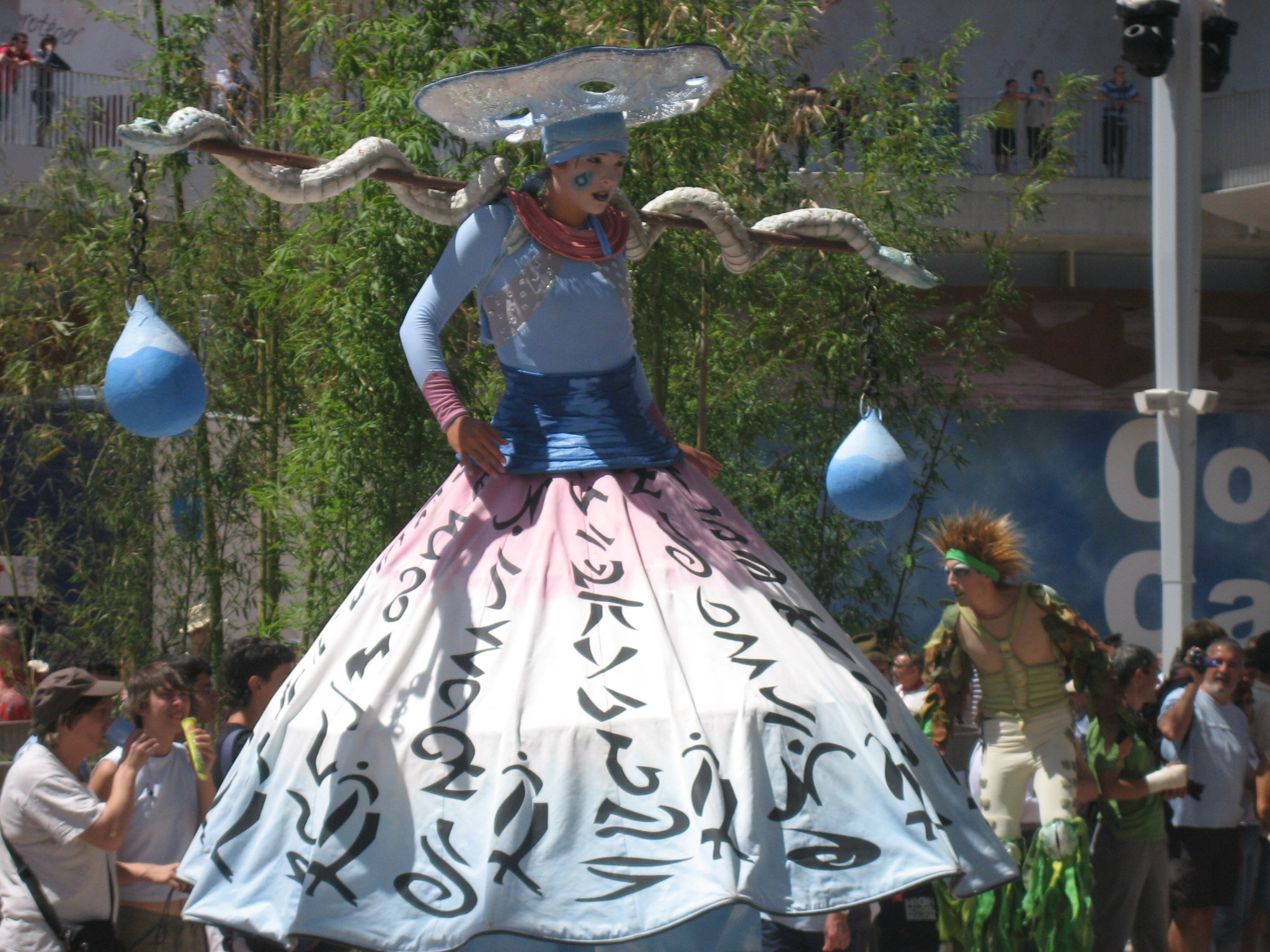
Un momento della sfilata Il risveglio del serpente del Cirque du soleil
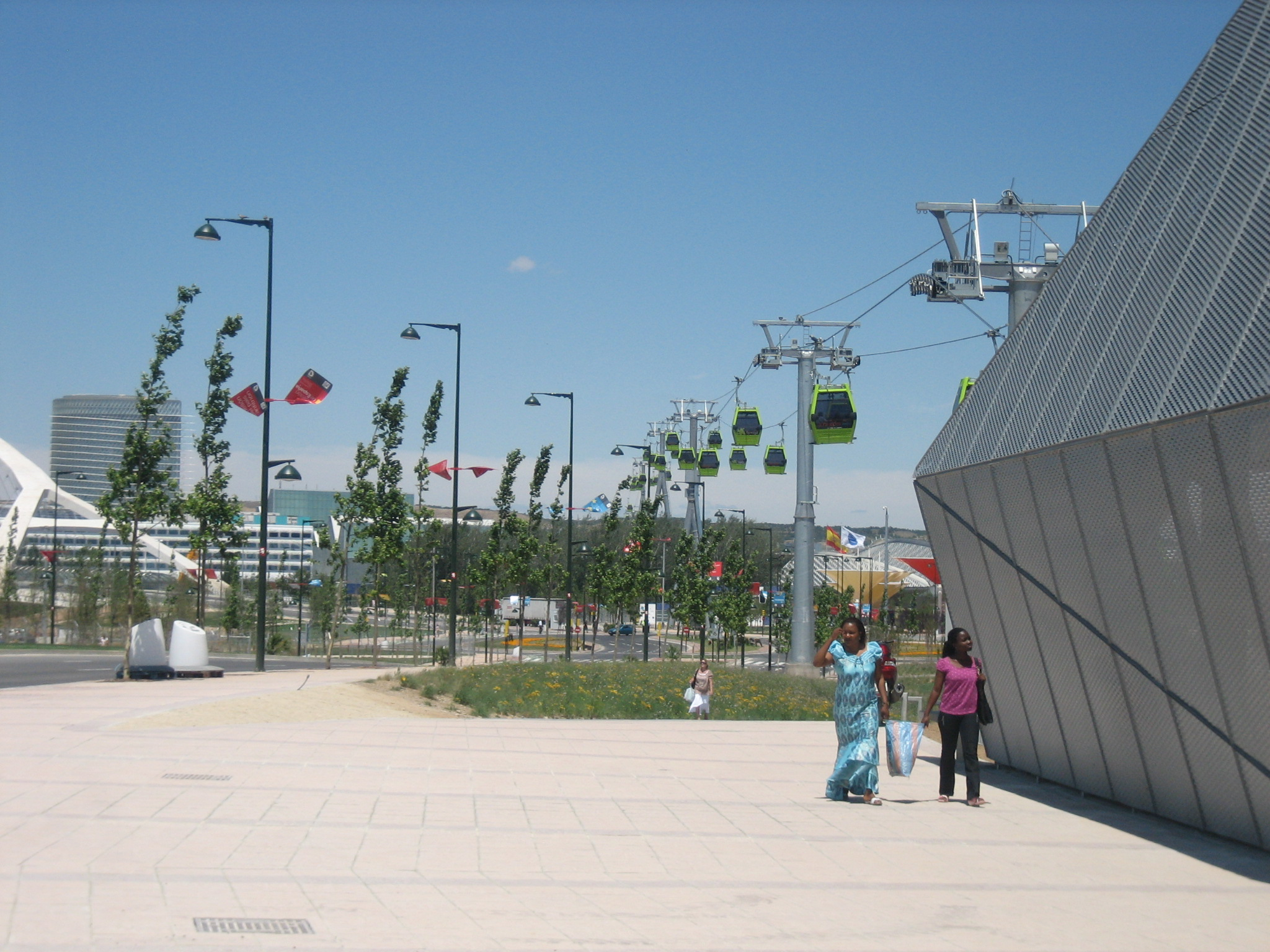
Teleferica di collegamento tra la stazione di Saragozza Delicias e il sito Expo
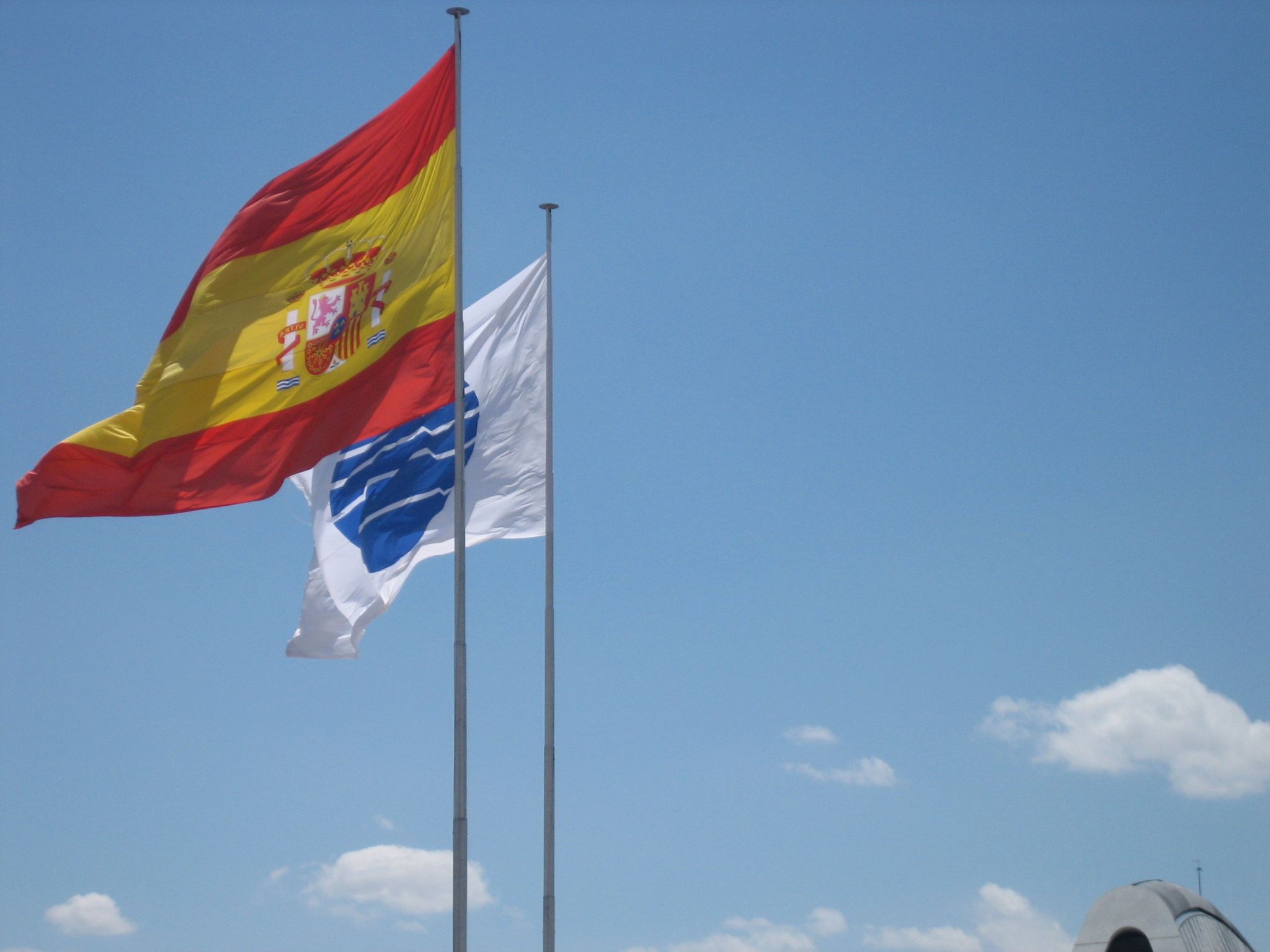
Le bandiere del BIE e di Spagna sventolano sul sito della Expo 2008